# Katarzyna Lewocka

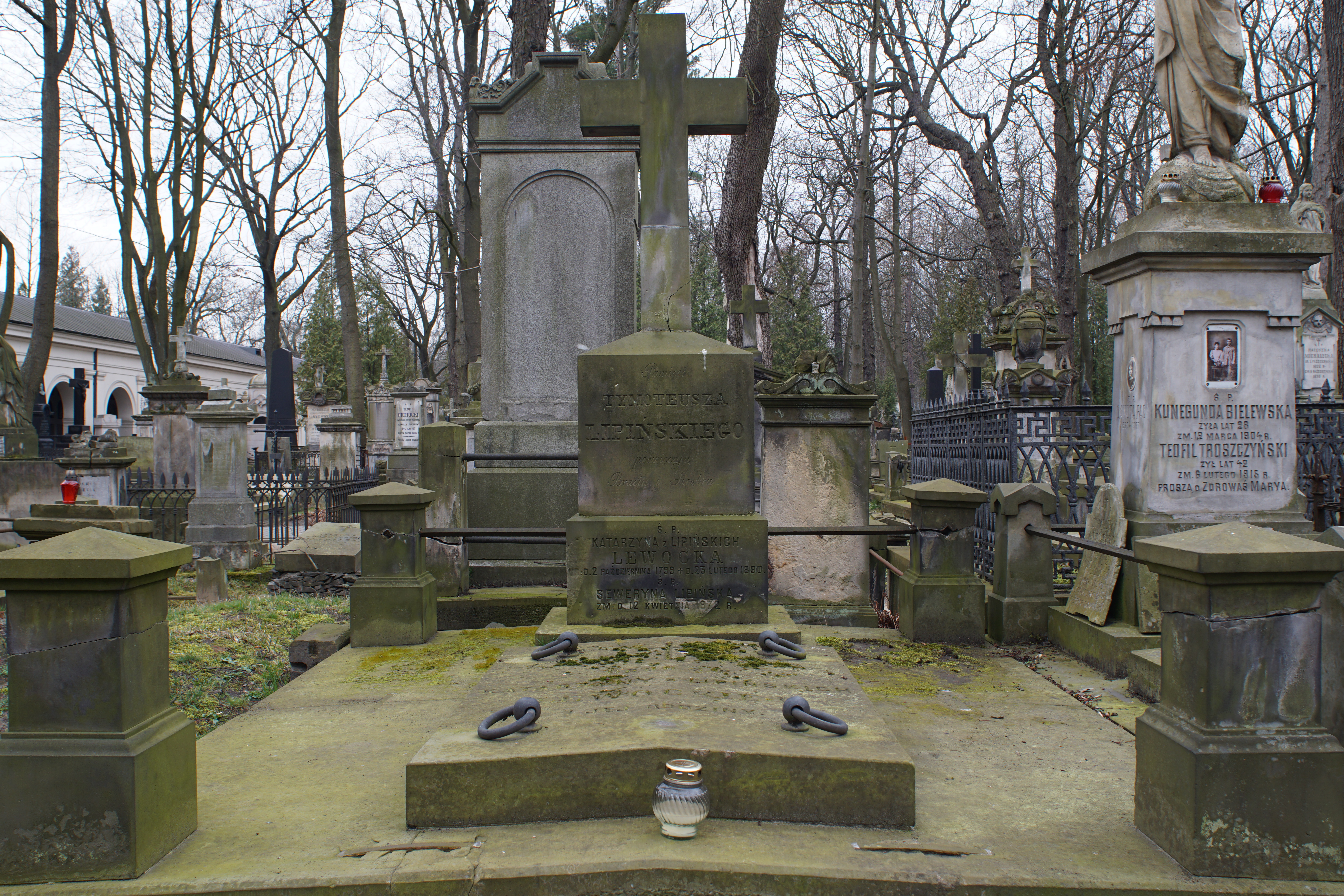
Grób Katarzyny Lewockiej na cmentarzu Powązkowskim w Warszawie

Katarzyna Lewocka z Lipińskich (ur. 2 października 1799 w Zelwie w guberni grodzieńskiej, zm. 23 lutego 1890 w Warszawie) – polska pisarka i pamiętnikarka.

## Życiorys
Była córką Stanisława Lipińskiego, majora wojsk polskich, i Marii z Oleśnickich Głowaczów. Straciła wcześnie rodziców i wychowywała się w Warszawie w domu stryja Józefa Lipińskiego, który utrzymywał stosunki towarzyskie z wieloma znanymi osobami swojej epoki. 
W 1822 poślubiła Onufrego Lewockiego. Lewoccy zamieszkali wraz ze stryjem Katarzyny na drugim piętrze prawej oficyny pałacu Kazimierzowskiego. 
Od 1833 prowadziła w Warszawie przez kilkanaście lat salon literacki, który cieszył się dużą popularnością. Bywali u niej przedstawiciele elity intelektualnej miasta, m.in. Aleksander Tyszyński, Leon Potocki, Józef Paszkowski, Edward Dembowski, Hipolit Skimborowicz, Julian Bartoszewicz, Ludwik i Cyprian Norwidowie. Po śmierci męża (1854) prowadziła salon w mniejszej skali w kamienicy Grodzickiego przy Krakowskim Przedmieściu, gdzie zamieszkała z córką i synową. Wycofała się z życia towarzyskiego po tragicznej śmierci syna w 1862.
Redagowała pierwsze kobiece pismo „Pierwiosnek“. Współpracowała z różnymi czasopismami, zwłaszcza jako autorka utworów dla młodzieży i ludu. Wydawała je pod pseudonimem Piotr Rychlak. Została przedstawiona przez Aleksandra Kraushara jako gospodyni warszawskiego salonu w utworze Salony i zebrania. 
Była członkinią Warszawskiego Towarzystwa Dobroczynności.
Została pochowana na cmentarzu Powązkowskim w Warszawie (kwatera 6-3-19/20).

## Rodzina
Lewoccy mieli córkę Helenę Łempicką i syna Józefa Stanisława.